# Article 196 de la Constitution belge
En Belgique, l'article 196 de la Constitution interdit la révision de la Constitution en temps de guerre et en cas d'impossibilité des Chambres de se réunir librement sur le territoire fédéral. Il fait partie du titre VIII De la révision de la Constitution.
Cet article date de la révision de 15 janvier 1968 et était à l'origine — sous l'ancienne numérotation — l'article 131 bis. Il n'a jamais été révisé.

## Le texte
« Aucune révision de la Constitution ne peut être engagée ni poursuivie en temps de guerre ou lorsque les Chambres se trouvent empêchées de se réunir librement sur le territoire fédéral. »